# Crepidium saprophytum
Crepidium saprophytum là một loài thực vật có hoa trong họ Lan. Loài này được (King & Pantl.) A.N.Rao mô tả khoa học đầu tiên năm 2000.